# Эсукан
Эсукан (груз. ესუქანი, fl. 1241—1270) — царица-консорт Грузии, четвёртая и последняя жена царя Давида VII Улу.
Согласно анонимной «Хронике ста лет» XIV века Эсукан была дочерью монгольского полководца Чормагана Нояна и сестрой Ширамун Ноян. Давид VII женился на ней в 1263 году, после того как хан Хулагу умертвил свою предыдущую жену Гванцу Кахаберидзе в ответ на неудачное восстание Давида VII против государства Хулагуидов. В Тбилиси, служившем тогда царской столицей, была отпразднована их пышная свадьба.
Этот брак был бездетным и был омрачён скандалом в 1264 году, когда Василий, царский советник и епископ Чхондиди и Уджармы, был обвинён в прелюбодеянии с царицей Эсукан. Давид VII, обычно легковерный и склонный к поспешным решениям, немедленно приказал казнить Василия, повесив его в центре своей столицы. Современные исследователи, такие как Иван Джавахишвили, сомневаются в правдивости этих обвинений, усматривая в них заговор с целью убрать Василия, автора спорного проекта секуляризации части церковных земельных владений, с политической сцены тогдашней Грузии.
Средневековые хроники не дают никаких сведений о более поздних годах супружеской жизни Давида VII и Эсукан, но упоминают, что, когда Давид умер (в 1270 году), слухи разносили версию о том, что Эсукан несёт ответственность за отравление своего мужа, мотивом для которого служила месть за смерть Василия. Летописец сравнивает эти слухи с теми, согласно которым Александр Македонский был убит Антипатром.